# Bpost
Bpost eller Belgian Post er en belgisk postvirksomhed, der har ansvar for post i Belgien. Produkterne omfatter også kurér, bank, forsikring og e-handel. Hovedkvarteret er i Bryssel. Virksomheden blev oprettet i 1992. Før 2010 var virksomheden kendt som De Post (flamsk) og La Poste (fransk). Den belgiske stat ejer 51 % af aktierne i Bpost.